# Drlupa (Kraljevo)
Drlupa (cirill betűkkel Дрлупа), település Szerbiában, a Raškai körzet Kraljevoi községében.

## Népesség
- 1948-ban 334 lakosa volt.
- 1953-ban 349 lakosa volt.
- 1961-ben 319 lakosa volt.
- 1971-ben 262 lakosa volt.
- 1981-ben 200 lakosa volt.
- 1991-ben 171 lakosa volt.
- 2002-ben 143 lakosa volt,[1] akik közül 138 szerb (96,5%), 2 jugoszláv és 3 ismeretlen.[2]